# پایگاه هوایی روآف پنجاه و هفتم
پایگاه هوایی روآف پنجاه و هفتم  (به انگلیسی: RoAF 57th Air Base) یک فرودگاه نظامی و همگانی با کد یاتا CND است که یک باند فرود آسفالت دارد و طول باند آن ۳۵۰۰ متر است. این فرودگاه در شهر کونستانس کشور رومانی قرار دارد و در ارتفاع ۱۰۷ متری از سطح دریا واقع شده است.